# Campionat de Catalunya de voleibol femení de 1965
El Campionat de Catalunya de voleibol masculí de 1965 fou la cinquena edició del Campionat de Catalunya. Se celebrà des del 24 de gener fins a l'11 d'abril de 1965 i fou organitzat per la Federació Catalana de Voleibol. Hi participaren cinc clubs, el Liceu Francès, vigent campió, el CV Llars Mundet, el Club Medina, el SEU Farmàcia, el CE Hispano Francès i el SEU Medicina.
La competició se celebrà durant els caps de setmana de la temporada 1964-1965 i es disputà en format de lliga regular a doble volta, un partit com a local i l'altre com a visitant, amb un total de deu jornades. La classificació final s'establí d'acord amb els punts totals obtinguts per cada participant en finalitzar el campionat. Els equips obtingueren dos punts per cada victòria, un punt per cada empat i cap punt per cada derrota.
Es proclamà campió el Liceu Francès, que finalitzà imbatut a la competició i aconseguí el seu quart títol consecutiu. El CV Llars Mundet aconseguí el subcampionat.

## Taula de resultats
El SEU Medicina es retirà de la competició després de disputar tres jornades i els seus resultats no comptabilitzaren a la classificació final.
| Casa \ Fora        | HIS | FAR | MUN | LIC | MDN |
| ------------------ | --- | --- | --- | --- | --- |
| CE Hispano Francès | —   |     | 0–3 | 0–3 | 0–3 |
| SEU Farmàcia       |     | —   |     | 0–3 | 0–3 |
| CV Llars Mundet    | 3–0 | 3–0 | —   | 0–3 | 3–0 |
| Liceu Francès      | 3–0 | 3–0 | 3–1 | —   | 3–1 |
| Club Medina        | 3–0 | 1–3 | 0–3 | 0–3 | —   |

## Classificació final
| Pos | Equip              | PJ | G | P | PF | PC | DP  | Pts |
| --- | ------------------ | -- | - | - | -- | -- | --- | --- |
| 1   | Liceu Francès      | 8  | 8 | 0 | 24 | 2  | +22 | 16  |
| 2   | CV Llars Mundet    | 7  | 4 | 3 | 13 | 9  | +4  | 11  |
| 3   | Club Medina        | 8  | 4 | 4 | 14 | 12 | +2  | 12  |
| 4   | SEU Farmàcia       | 6  | 2 | 4 | 6  | 15 | −9  | 8   |
| 5   | CE Hispano Francès | 7  | 0 | 7 | 6  | 15 | −9  | 7   |

| Campió de Catalunya de voleibol 1965 |
| ------------------------------------ |
| Liceu Francès Cinquè títol           |